# Urou-et-Crennes
Urou-et-Crennes foi uma comuna francesa na região administrativa da Normandia, no departamento Orne. Estendia-se por uma área de 7,01 km². Em 2010 a comuna tinha 792 habitantes (densidade: 113 hab./km²).
Em 1 de janeiro de 2017, passou a formar parte da nova comuna de Gouffern en Auge.